# Cleora flavilauta
Cleora flavilauta là một loài bướm đêm trong họ Geometridae.